# Rūta Gajauskaitė (Politikerin)
Rūta Gajauskaitė (* 24. Januar 1946 in Kaunas; † 30. Januar 2015 in Vilnius) war eine litauische Juristin, Kriminologin und Politikerin.

## Leben
Nach dem Abitur absolvierte Gajauskaitė das Diplomstudium der Rechtswissenschaft an der Universität Vilnius. Von 1968 bis 1976 arbeitete sie als Juristin, ab 1976 als wissenschaftliche Mitarbeiterin am Forschungsinstitut in Vilnius (im Litauischen Zentrum für Gerichtsexpertise). Danach absolvierte sie die Aspirantur am Institut in Moskau. 1980 promovierte sie in Kriminologie zum Thema „Kriminologische Probleme des Kampfs gegen kriminelle Verstöße gegen die Umweltschutzgesetze, die zur Luft- und Wasserverschmutzung führten“ (lit. Kovos su nusikalstamais gamtos apsaugos įstatymų pažeidimais, sąlygojusiais oro ir vandens užterštumą, kriminologinės problemos). Ab 1982 lehrte sie als Dozentin und Lehrstuhlleiterin am Institut der Weiterbildung der Volksspezialisten in Vilnius. Von 1990 bis 1992 war sie Abgeordnete im Seimas.

## Bibliografie
- Ekologija virtuvėje. Lietuvos Žalioji partija, Vilnius 1996
- Sodoma ir Gomora. Naujasis lankas, Kaunas 2008, ISBN 978-9955-03-464-3
- Kedžio kelias: publicistika ir kriminologija. R. Gajauskaitė, Kaunas 2011